# 豐州線
豐州線（日语：／）是一條曾經連接大分縣宇佐郡高家村日本國有鐵道（國鐵）日豐本線豐前善光寺站，經同郡四日市町豐前四日市站，至同郡東院內村豐前二日市站（現時整個行走區間都是在宇佐市內），由大分交通經營鐵路線。在路線啟用起一直辛苦經營，這是由於客貨運量較低，加上與汽車競爭和久大本線的開通使收入減少。後來加上天災使經營十分困難。原本路線計劃延伸至玖珠郡玖珠町，後來由於經濟因素而放棄。在累積下來的赤字下，加上受到露絲颱風吹襲後，路線被廢除了。

## 路線數據
截至1932年（昭和7年）12月
- 路線距離：15.5公里
- 車站數目：9座
- 軌距：762mm（特殊狭軌線）
- 雙線區間：沒有（全線單線）
- 電氣化區間：沒有（全線非電氣化（日语：非電化））

## 運行概要
截至1932年12月修正
- 班次數目：豐前善光寺 - 豐前二日市之間11個往返班次（另外在早上設有豐前善光寺 - 豐前四日市之間的1個往返班次）
- 所需時間：全線55 - 69分鐘

截至1950年（昭和25年）5月修正
- 班次數目：豐前善光寺 - 圓座之間6個往返班次
- 所需時間：全線76 - 78分鐘

## 歷史
豐州線原本由當地志願者提出，興建一條輕便鐵路，以國鐵四日市站（豐前善光寺站）作為起點，途經高家、八幡、四日市町、豐川、兩川，連接至安心院村，未來計劃再延伸至日出生台陸軍演習場。在1911年（明治44年）7月取得鐵道許可狀，隨後為了成立公司而招募認購股份。在1912年（明治45年）5月28日召開成立大會，公司名稱定為日出生鐵道，資本為30萬日圓。首任社長為水之江文二郎。在1913年（大正2年）2月15日開始動工興建鐵路。在1914年（大正3年）3月訂購兩架機車、兩架客車和八架貨車。這些貨車被用作施工時使用。在3月31日直至新豐川之前的路段建設完成，在經過鐵道院的竣工審查合格後。在5月，四日市至新豐川之間的路段正式啟用。隨後經過數次開通，在1922年（大正11年）2月，路線延伸至豐前二日市，同時建設至安心院村的敷設許可失效。在鐵路啟用初時已經辛苦經營，隨後更替換社長和減少資本。在1926年（大正15年）引入了汽油列車行走，但是當時正與巴士進行競爭，但業績沒有改善。在1929年（昭和4年）12月，久大線豐後森站開業後，便沒有前往日出生台的貨物使用此鐵路。
當時的社長是相模鐵道社長南俊二。南在1929年（昭和4年）4月就任社長時把公司名稱改為豐州鐵道，軌距改為與國鐵相同的1067毫米，同時把資本提供至50萬日圓以進行重建。而事實上，南俊二的目的是「瞄準業績不佳的公司，並了解當中的風險，然後以最平的價格收購股份，最終得到經營權後，強制進行清算。隨後當股價迅速回升後賣出，使在短期間取得極大利潤」。但是由於經濟衰退，使沒有按原定計劃進行，使南的投資失敗告終。在1931年（昭和6年）1月退任社長。豐州鐵道在上半年度出現債務違約，被債權人日本勸業銀行拍賣。結果評定公司價值只有11萬日圓，桐田益夫等3位舊職員需要支付償還借款和未付金額（除了勸銀的借貸額外）。前任日出生鐵道社長桐田重回崗位，但是不久由於工作過勞和壓力而去世。後任社長是京王電氣軌道董事，於四日市町出身的渡邊孝。

### 年表
- 1911年（明治44年）7月18日 批出鐵道許可狀（高家至安心院之間）[7]。
- 1912年（明治45年）5月28日 日出生鐵道株式會社成立[8][9]。
- 1914年（大正3年）5月23日 日出生鐵道（日语：／）四日市（後來名為豐前善光寺）至新豐川之間開業[10]。
- 1915年（大正4年）
  - 2月2日 當日通知把城井站改名為城站[11]。
  - 12月6日 新豐川至三又川之間開業[12]。
- 1918年（大正7年）6月10日 鐵道許可被取消（宇佐郡東院內村至同郡安心院村之間）[13]。
- 1919年（大正8年）4月26日 三又川至圓座之間開業[14]。
- 1921年（大正10年）6月16日 批出鐵道許可狀（宇佐郡東院內村至同郡安心院村之間）[15]。
- 1922年（大正11年）2月4日 圓座至豐前二日市之間開業[16]。
- 1923年（大正12年）7月19日 在官報刊登鐵道許可失效（原因：在指定期限內，還未申請工程施工許可（宇佐郡東院內村至同郡安心院村之間））[17]。
- 1924年（大正13年）2月1日 四日市站改名為豐前善光寺站[18]。
- 1925年（大正14年）1月1日 四日市町站改名為豐前四日市站[19]。
- 1929年（昭和4年）
  - 4月22日 相模鐵道社長南俊二就任社長[20]。
  - 4月24日 公司改名為豐州鐵道[21]。
- 1929年（昭和4年）5月13日 決定拍賣日期[22][注 6]。
- 1931年（昭和6年）12月9日 由四日市町出身的京王電氣軌道董事[24]渡邊孝就任社長。直至1941年去世前一直擔任社長[25]。
- 1945年（昭和20年）4月20日 合併至大分交通。成為大分交通豐州線。
- 1951年（昭和26年）
  - 1月10日 1個往返班次之混合列車（客貨運列車）改由巴士代行。
  - 8月11日 貨車班次由貨運列車代行。
  - 10月14日 露絲颱風使拜田至三又川之間的第2驛館川（日语：駅館川）橋樑受損，全線暫停服務。
- 1953年（昭和28年）9月30日 全線廢除。

## 車站列表
豐前善光寺站 –  城站 –  豐前四日市站 –  新豐川站 –  拜田站 –  鷹栖觀音站 –  三又川站 –  香下神社前站 –  香下站 –  圓座站 –  豐前二日市站

## 接續路線
- 豐前善光寺站：國鐵日豐本線

## 運輸業績
| 年度 | 客運量（人） | 貨運量（公噸） | 營業收入（日圓） | 營業支出（日圓） | 利潤（日圓） | 其他收入（日圓） | 其他收出（日圓）    | 支付利息（日圓） | 政府補貼（日圓） |
| ---- | ------------ | -------------- | ---------------- | ---------------- | ------------ | ---------------- | ------------------- | ---------------- | ---------------- |
| 1914 | 63,597       | 1,179          | 5,550            | 6,355            | ▲ 805        |                  |                     |                  |                  |
| 1915 | 106,625      | 1,698          | 14,605           | 8,222            | 6,383        |                  | 檢査結果7,919       | 1,559            |                  |
| 1916 | 128,765      | 4,847          | 15,955           | 13,269           | 2,686        |                  |                     | 31,823           | 18,292           |
| 1917 | 156,647      | 8,777          | 24,616           | 21,924           | 2,692        |                  |                     | 28,673           | 14,073           |
| 1918 | 141,194      | 8,528          | 39,407           | 17,983           | 21,424       | 未知的債務206    |                     | 16,766           | 9,218            |
| 1919 | 206,204      | 10,680         | 49,386           | 40,222           | 9,164        |                  | 雜項與損壞705       | 21,978           | 16,499           |
| 1920 | 236,850      | 10,757         | 70,102           | 67,382           | 2,720        |                  | 雜項與損壞337       | 22,455           | 16,629           |
| 1921 | 247,708      | 12,694         | 78,422           | 55,153           | 23,269       |                  |                     |                  | 9,439            |
| 1922 | 254,617      | 15,221         | 86,281           | 58,818           | 27,463       |                  |                     |                  | 15,059           |
| 1923 | 250,892      | 15,067         | 83,863           | 52,195           | 31,668       |                  | 雜項與損壞3,607     | 61,540           | 24,472           |
| 1924 | 237,351      | 14,414         | 80,099           | 48,468           | 31,631       |                  | 雜項與損壞45        | 63,829           | 8,161            |
| 1925 | 197,388      | 11,625         | 65,115           | 53,610           | 11,505       |                  | 雜項與損壞2,200     | 27,503           | 22,836           |
| 1926 | 149,110      | 13,214         | 56,001           | 51,961           | 4,040        |                  | 雜項與損壞2,650     | 32,746           | 7,414            |
| 1927 | 166,422      | 12,149         | 50,226           | 44,609           | 5,617        |                  | 雜項與損壞1,373     | 19,251           |                  |
| 1928 | 163,322      | 11,382         | 47,803           | 41,230           | 6,573        |                  | 雜項與損壞10,519    | 19,564           | 13,587           |
| 1929 | 158,374      | 10,965         | 54,887           | 38,577           | 16,310       |                  | 雜項與損壞35,418    | 4,092            | 6,659            |
| 1930 | 123,433      | 8,262          | 34,631           | 33,857           | 774          |                  |                     | 1,093            |                  |
| 1931 | 124,003      | 7,536          | 31,109           | 27,501           | 3,608        |                  | 雜項與損壞500       | 1,132            |                  |
| 1932 | 114,011      | 6,132          | 27,220           | 24,034           | 3,186        | 汽車305          |                     | 1,014            |                  |
| 1933 | 113,089      | 6,312          | 27,047           | 25,286           | 1,761        | 汽車465          |                     | 163              |                  |
| 1934 | 161,780      | 8,811          | 36,083           | 30,282           | 5,801        |                  | 汽車3,393           | 23               |                  |
| 1935 | 208,973      | 13,131         | 50,297           | 36,491           | 13,806       |                  | 汽車2,614           | 8,845            |                  |
| 1936 | 171,247      | 12,719         | 41,910           | 26,943           | 14,967       |                  | 汽車3,882           | 9,133            |                  |
| 1937 | 222,768      | 13,934         | 56,006           | 36,335           | 19,671       |                  | 汽車8,478           | 9,053            |                  |
| 1939 | 285,896      | 14,201         | 71,361           | 45,840           | 25,521       |                  | 汽車1,154折舊12,100 | 9,622            |                  |
|      |              |                |                  |                  |              |                  |                     |                  |                  |
| 1945 | 388,064      | 4,737          |                  |                  |              |                  |                     |                  |                  |
| 1950 | 387,162      | 4,836          |                  |                  |              |                  |                     |                  |                  |

- 資料取自各年度版《鐵道院年報》、《鐵道院鐵道統計資料》、《鐵道省鐵道統計資料》、《鐵道統計資料》、《鐵道統計》、《國有鐵道陸運統計》和《地方鐵道軌道統計年報》。

## 車輛
- 機車
  - A1、A2 1913年德國Hanomag製造。在1931年A2被退役
  - A3 1922年由枝光鐵工所（日语：枝光鉄工所）製造，在1931年退役
  - A10 在1938年從耶馬溪鐵道購入2。在1913年由德國O&K製造。當初的車隊編號為A15。
  - C159 在1947年從釜石製鐵所（日语：釜石製鉄所）購入。在1935年由本江機械製作所（立山重工業）製造。
  - C11、12 在1949年從栃尾鐵道（日语：栃尾鉄道）購入。在1942-1943年由本江機械製作所（立山重工業）製造。
  - Ke95 在1949年從國鐵購入。在1921年由大日本軌道（日语：大日本軌道）鐵工部製造。為前佐世保鐵道（日语：佐世保鉄道）4。詳細參見佐世保鐵道1號形蒸氣機車（日语：佐世保鉄道1号形蒸気機関車）。
  - G101 在1931年引入的汽油機車，但是由於馬力不足和時常故障，於1939年退役。
- 客車
  - HoHa1、2 在1914年由博多工作所製造，載客量40人。
  - KeHoRoHa1、KeHoHa3 在1914年由梅鉢鐵工所製造。車隊編號的演變為KeHoRoHa1→KeHoHa3（第二代）、KeHoHa3→KeHoRoHa2→KeHoHa4
  - KeHoNaNi1 在1917年由梅鉢鐵工所製造，載客量26人。1935年退役。
  - KeKoHa490-493、497-499、KeKoHaNi880-883 從國鐵購入，曾經行走松浦線。KeKoHa490-493、497-499原本是前佐世保鐵道Ha10、HoHa12-14、HoHa18、19、FuHa20。KeKoHaNi880、883為前宇和島鐵道的客車。
- 汽油列車
  - Ji1-3 在1926年由丸山車輛製造的單邊式汽油列車。在1931年，Ji1退役。Ji2、3後來被改裝為客車，在1949年退役。
  - Ji11、12 在1931年由雨宮製作所（日语：雨宮製作所）製造
  - Ji13 在1935年由宮谷鐵工所製造。

## 替代交通
- 大交北部巴士（日语：大交北部バス）（善光寺站 - 乙女·糸口 - 四日市）
- 大交北部巴士（四日市 - 圓座 - 二日市 - 安心院）

## 注腳

## 外部連結
- 到訪大分交通豐州線，存于